# Xalapa-Enríquez
Xalapaⓘ-Enríquez (również Jalapa) – miasto we wschodnim Meksyku, w górach Sierra Madre Wschodnia, na wysokości 1430 metrów, stolica stanu Veracruz. Miasto leży w centrum stanu, w odległości 105 km od największego portu w stanie Veracruz oraz około 330 km od stolicy kraju miasta Meksyk. W 2010 roku miasto liczyło ponad 420 tys. mieszkańców. 
Nazwa Xalapa pochodzi od słów w języku Nahuatl xal-li oznaczające piasek oraz a-pan oznaczające miejsce z wodą co można tłumaczyć jako źródło na piasku.
Urodzili się tutaj:
- Sara Maldonado - meksykańska aktorka
- Antonio López de Santa Anna - wielokrotny prezydent Meksyku.

## Miasta partnerskie
- Perote, Meksyk
- Omaha, Stany Zjednoczone
- Cotija, Meksyk
- Antigua Guatemala, Gwatemala
- Puebla, Meksyk
- Torreón, Meksyk
- Laredo, Stany Zjednoczone
- Acayucan, Meksyk
- Veracruz, Meksyk
- Mobile, Stany Zjednoczone
- Cancún, Meksyk
- Parana, Argentyna
- Santiago de Querétaro, Meksyk
- Durango, Meksyk
- Matamoros, Meksyk
- Columbia, Stany Zjednoczone
- Palma de Mallorca, Hiszpania

## Warunki pogodowe
| Miesiąc                                            | Sty  | Lut  | Mar  | Kwi  | Maj   | Cze   | Lip   | Sie   | Wrz   | Paź   | Lis  | Gru  | Roczna |
| -------------------------------------------------- | ---- | ---- | ---- | ---- | ----- | ----- | ----- | ----- | ----- | ----- | ---- | ---- | ------ |
| Rekordy maksymalnej temperatury [°C]               | 32.2 | 33.8 | 37.4 | 38.2 | 39.7  | 37.4  | 35.5  | 32.3  | 31.4  | 33.1  | 33.0 | 32.4 | 34,7   |
| Średnie temperatury w dzień [°C]                   | 22   | 22.8 | 27   | 28.7 | 30.7  | 26.7  | 25.2  | 27    | 25.7  | 25    | 23.7 | 22.6 | 25,3   |
| Średnie temperatury w nocy [°C]                    | 10.9 | 11.2 | 14.2 | 15.5 | 17.3  | 16.8  | 15.7  | 16.0  | 16.2  | 15.2  | 13.1 | 11.1 | 14,4   |
| Rekordy minimalnej temperatury [°C]                | -2.4 | 1.9  | 3.6  | 6.5  | 8.5   | 10.2  | 11.5  | 10.4  | 9.8   | 8.1   | 5.8  | 3.6  | 6,4    |
| Opady [mm]                                         | 49.4 | 41.1 | 47.9 | 84.6 | 118.2 | 253.3 | 202.9 | 184.3 | 225.8 | 120.8 | 58.5 | 45.2 | 1432,0 |
| Źródło: Servicio Meteorológico Nacional 2009.03.01 |      |      |      |      |       |       |       |       |       |       |      |      |        |